# East Moline
East Moline é uma cidade localizada no estado americano de Illinois, no Condado de Rock Island.

## Demografia
Segundo o censo americano de 2000, a sua população era de 20.333 habitantes.
Em 2006, foi estimada uma população de 21.134, um aumento de 801 (3.9%).

## Geografia
De acordo com o United States Census Bureau tem uma área de
23,4 km², dos quais 23,4 km² cobertos por terra e 0,0 km² cobertos por água.

## Localidades na vizinhança
O diagrama seguinte representa as localidades num raio de 8 km ao redor de East Moline.